# Arianne Baggerman
Janna Aartje (Arianne) Baggerman (Schiedam, 1959) is een Nederlandse historica. Ze doceert geschiedenis aan de Erasmus Universiteit Rotterdam.

## Levensloop
Na haar middelbareschooltijd volgde ze enige tijd de kunstacademie om vervolgens geschiedenis te gaan studeren aan de Erasmus Universiteit Rotterdam. Haar doctoraalscriptie werd gepubliceerd onder de titel Een drukkend gewicht. Leven en werk van de zeventiende-eeuwse veelschrijver Simon de Vries (Amsterdam/Atlanta, Rodopi 1993).
Na haar studie werd zij onderzoeker in opleiding (oio) aan de Universiteit Utrecht. Ze promoveerde in 2000 op Een lot uit de loterij. Familiebelangen en uitgeverspolitiek in de Dordtse firma A. Blussé en zoon 1745-1823 (Den Haag, SDU 2000). In 2007 verscheen hiervan een Engelse vertaling bij Brill Publishers.

Sinds 1999 was zij werkzaam aan de Erasmus Universiteit Rotterdam. In 2001 ontving zij een NWO-Vernieuwingsimpuls, die haar in staat stelde om een meerjarig project te starten, ‘Controlling time and shaping the self: education, introspection and practices of writing in the Netherlands 1750-1914’. Hierin wordt een verband gezocht tussen de opkomst van het autobiografisch schrijven in de negentiende eeuw en veranderingen op het terrein van de pedagogie, tijdsbewustzijn, historisch bewustzijn en de commercialisering van de boekenbranche in dezelfde periode.
Zij publiceerde in Nederlandse en internationale tijdschriften over onder andere de ontwikkeling van egodocumenten door de eeuwen heen, dagboekschrijven als vorm van time-management, seksualiteit in de vroege Middeleeuwen, feministen en anti-conceptie rond 1900, de geschiedenis van het auteursrecht en de houding ten aanzien van broodschrijverij, de mislukte lancering van een prestigieuze achttiende-eeuwse encyclopedie, leesgedrag van kinderen in het verleden, microgeschiedenis, de positie van drukkersgezellen in de vroeg-moderne tijd, de werking van een familiegeheugen, kinderdagboeken, uitgeverspolitiek in de achttiende eeuw, het verband tussen necrologie en autobiografie, persvrijheid, kinderen en het Boek der Natuur, biologische oorlogvoering in de achttiende eeuw en negentiende-eeuwse autobiografen en hun strijd tegen het vergeten. Zij was lange tijd lid van de redactie van JCW, Mededelingen van de Stichting Jacob Campo Weyerman, een tijdschrift over de ‘literaire onderwereld’ van de achttiende eeuw.
Sinds 2006 is zij redacteur van Quærendo. A Quarterly Journal from the Low Countries Devoted to Manuscripts and Printed Books. In 2006 zette zij als redacteur een nieuwe internationale publicatiereeks op, Egodocuments and History, gepubliceerd door Brill Publishers.
Samen met Rudolf Dekker publiceerde ze in 1998 bij uitgeverij Verloren een geannoteerde tekstuitgave van het dagboek dat de jonge Otto van Eck van 1791 tot 1797 bijhield. Hierover publiceerde zij ook artikelen in het Frans, Duits, Engels en Spaans.Samen schreven ze hierover De wondere wereld van Otto van Eck (1790-1798) (Amsterdam, Wereldbibliotheek 2005) en redigeerden ze de bundel Egodocumenten: nieuwe wegen en perspectieven (Amsterdam, Aksant 2005). Het boek werd in 2005 genomineerd voor de AKO Literatuurprijs. In 2006 werd het bekroond met de Dr. Wijnaendts Franckenprijs van de Maatschappij der Nederlandse Letterkunde.
Prof. dr. J.A. Baggerman is sinds 5 februari 2009 bijzonder hoogleraar Geschiedenis van uitgeverij en boekhandel vanwege de Dr. P.A. Tiele-Stichting in Amsterdam.